# Trachypholis
Trachypholis is een geslacht van kevers uit de familie somberkevers (Zopheridae).

## Soorten
Deze lijst is mogelijk niet compleet.
| - T. aspis - T. bicarinata - T. bouchardi - T. bowringii - T. chinensis - T. cinerea | - T. curtus - T. dorri - T. equalidus - T. hispidum - T. luteonigra - T. magna | - T. okinawensis - T. proximo - T. squalidus - T. variegatus |